# Институт лингвистических исследований РАН
Федеральное государственное бюджетное учреждение науки Институт лингвистических исследований Российской академии наук (ИЛИ РАН) — научно-исследовательский институт в Санкт-Петербурге, с 1952 по 1991 год — Ленинградское отделение Института языкознания Академии наук СССР (ЛО ИЯ АН СССР).

## Руководители

### Директора Института языка и мышления (позже — имени Н. Я. Марра)
- акад. Н. Я. Марр (1921—1934)
- акад. И. И. Мещанинов (1935—1941, 1944—1950)
- акад. С. А. Жебелёв (октябрь — декабрь 1941, и. о.)
- член-корр. АН СССР Е. С. Истрина (январь — февраль 1942, и. о.)
- Л. С. Ляпунова (февраль — март 1942, и. о.)
- к.фил.н. Э. А. Якубинская-Лемберг (март 1942—1944)

### Заведующие Ленинградским отделением Института языкознания
- акад. И. И. Мещанинов (1952)
- д.фил.н. К. А. Тимофеев (1953—1955)
- член-корр. АН СССР В. А. Аврорин (1956—1961)
- член-корр. АН СССР А. К. Боровков (1961—1962)
- член-корр. РАН А. В. Десницкая (1963—1976)
- член-корр. РАН А. И. Домашнев (1976—1991)

### Директора Института лингвистических исследований
- член-корр. РАН А. И. Домашнев (1992—2001)
- акад. Н. Н. Казанский (2001—2017)
- член-корр. РАН Е. В. Головко (2017—2024)
- канд. филол. наук С. Ю. Дмитренко (с 2024)

## Основные направления научной деятельности
- Русский язык, лексикология, лексикография
- Теория грамматики
- Типологическое изучение языков
- Сравнительно-историческое изучение индоевропейских языков
- Ареальная лингвистика
- Языки народов России
  - алтайские языки
  - палеоазиатские языки
  - уральские языки